# Primula carniolica
Primula carniolica è una pianta da fiore della famiglia delle primule conosciuta con il nome comune di primula di Carniola. È endemico della Slovenia.

## Descrizione
Cresce fino a un'altezza di c. 3-12 cm ed è in genere largo 1-4 cm. Lo stelo, la base e le foglie sono verde chiaro, carnose e privi del rivestimento che si può vedere in alcune altre primula. I fiori sono di 20-25 mm di diametro e di un colore rosso tenue, rosa o viola. La pianta fiorisce tra aprile e maggio.
La sua area è limitata a un'area di circa 5.000 chilometri quadrati nelle regioni slovene dell'Alta, Bassa e Interna Carniola , così come il Litorale sloveno , anche sull'altopiano della selva di Tarnova e nella gola del fiume Iška. All'interno della sua area la pianta cresce su scogliere calcaree umide rivolte a nord, burroni e prati ad un'altitudine di 900-1.000 metri.
È una specie protetta in Slovenia dal 1922 e di conseguenza è vietato raccogliere i fiori. La primula carniolica è coltivata raramente.

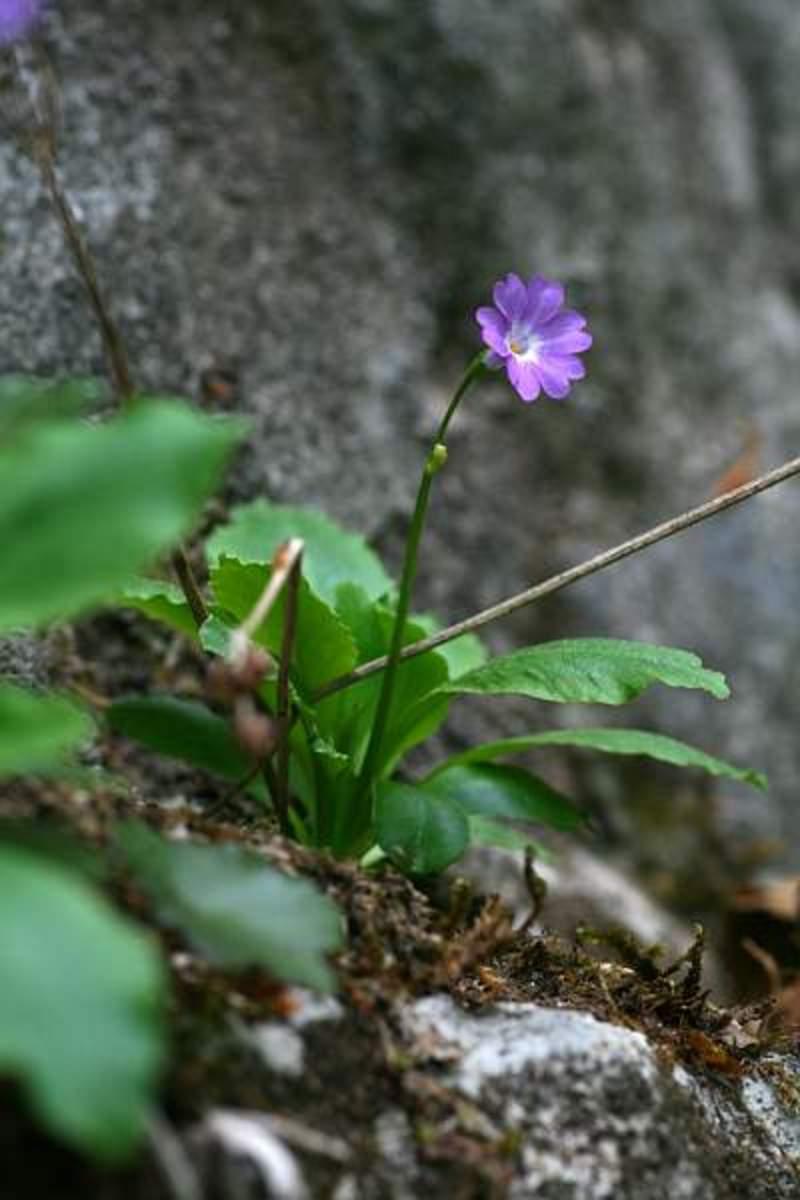

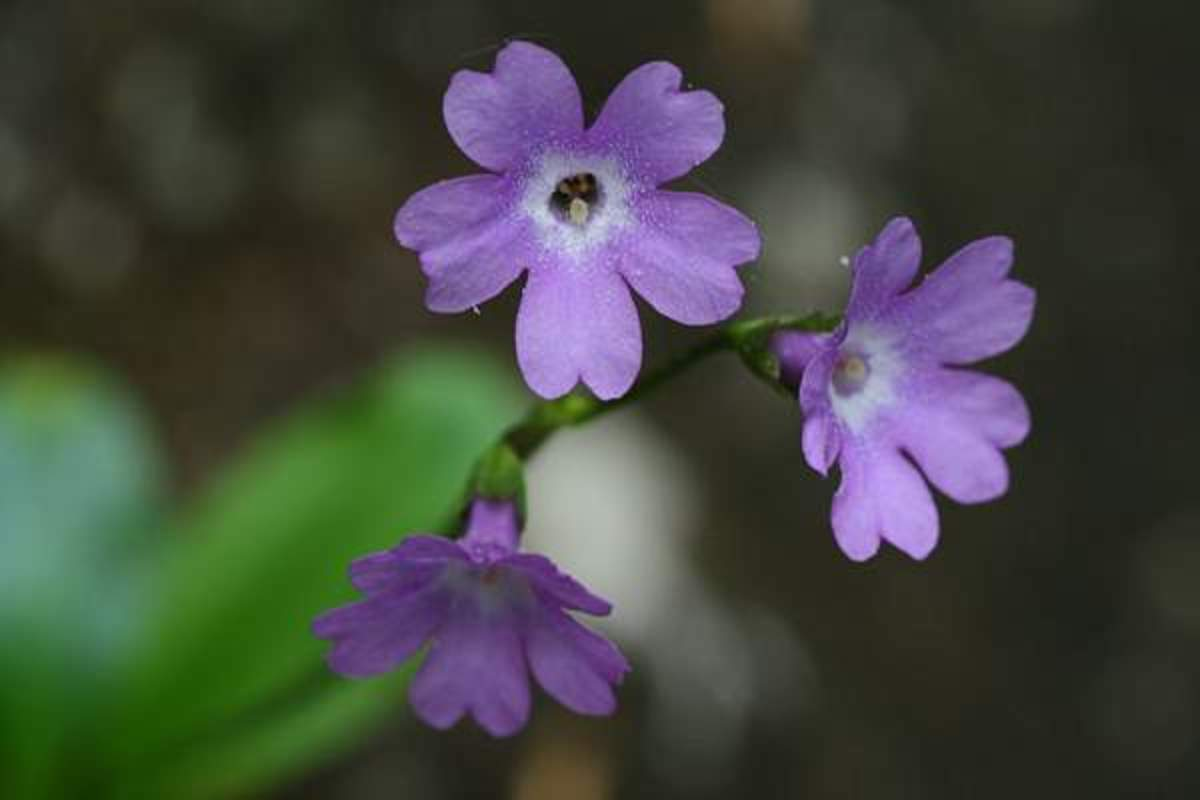